# جواد اشب
جواد اشب (انگلیسی: Jaouad Achab؛ زادهٔ ۲۰ اوت ۱۹۹۲) یک تکواندوکار اهل بلژیک است. 
از افتخارات وی میتوان به کسب مدال طلا وزن ۶۳ کیلوگرم در مسابقات جهانی تکواندو ۲۰۱۵ اشاره کرد.